# Gail O'Grady
Pour les articles homonymes, voir O'Grady.
Gail O'Grady est une actrice et productrice américaine, née le 23 janvier 1963 à Détroit, surtout connue pour ses rôles à la télévision.

## Biographie
O'Grady est née en 1963 à Detroit, dans le Michigan, fille de Jim et Jan O'Grady. Elle grandit à Wheaton, dans l'Illinois, et est diplômée de la Wheaton North High School en 1981. Elle apparaît dans quelques publicités avant de déménager à Los Angeles en 1986.
Elle y  commence une carrière en tant que mannequin pour Montgomery Ward et en tant qu'actrice dans plusieurs publicités. Elle tourne en 1988 pour le cinéma dans la comédie romantique She's Having a Baby, et participe aussi à des séries télévisées. Son premier grand rôle est, durant les années 1990, celui de Donna Abandando dans la série policière NYPD Blue sur ABC,. Elle incarne souvent dans les séries les rôles un peu stéréotypés de jolie blonde aux formes généreuses, tout en réussissant à éviter un autre stéréotype, celui de la blonde un peu idiote.

## Filmographie

### Cinéma
- 1988 : La Vie en plus (She's Having a Baby) de John Hughes : Laura
- 1988 : Blackout de Doug Adams : Caroline Boyle
- 1988 : Spellcaster (en) de Rafal Zielinski : Jackie
- 1989 : Nobody's Perfect de Robert Kaylor : Shelly
- 1996 : À la gloire des Celtics (Celtic Pride) de Tom DeCerchio : Carol O'Hara
- 1997 : C'est ça l'amour? (That Old Feeling) de Carl Reiner : Rowena
- 1999 : Deuce Bigalow : Gigolo à tout prix (Deuce Bigalow: Male Gigolo) de Mike Mitchell : Claire
- 1999 : Walking Across Egypt de Arthur Allan Seidelman : Elaine Rigsbe
- 2004 : The Sure Hand of God de Michael Kolko : Molly Bowser
- 2004 : Tricks de Iris Klein : Jane
- 2004 : Sleep Easy, Hutch Rimes de Matthew Irmas : Olivia Wise
- 2008 : An American Carol de David Zucker : Jane Wagstaffe
- 2009 : The House that Jack Built de Bruce Reisman : Hannah
- 2010 : Circle de Michael W. Watkins : Dr Green
- 2011 : Skull (ChromeSkull: Laid to Rest 2) de Robert Hall : Nancy
- 2013 : Deconstructing the House That Jack Built de Michael Rutherford (court métrage) :

### Téléfilms
- 1987 : Billionaire Boys Club de Marvin J. Chomsky : Judy
- 1990 : People Like Us de William Hale : Rebecca Bailey
- 1990 : Parker Kane de Steve Perry : Cindy Ellis
- 1991 : L'Arme secrète (The Hit Man) de Gary Nelson : Sara
- 1995 : She Stood Alone: The Tailhook Scandal de Larry Shaw : Lt. Paula Coughlin
- 1995 : Accusée d'amour (Trial by Fire) d'Alan Metzger : Paulette Gill
- 1995 : Mort clinique (Nothing Lasts Forever) de Jack Bender : Dr Page Taylor
- 1997 : Passé oublié (The Three Lives of Karen) de David Burton Morris : Karen Winthrop/Emily Riggs/Cindy Last
- 1997 : D'une seule voix (Two Voices) de Peter Levin : Kathleen Anneken
- 1997 : Toutes les neuf secondes (Every 9 Seconds) de Kenneth Fink : Janet
- 1997 : Piège en plein ciel (Medusa's Child) de Larry Shaw : Vivian Henry
- 1999 : Le mariage de mon ex (Two of Hearts) de Harvey Frost : Molly Saunders
- 2000 : La meilleure amie de sa maîtresse (Another Woman's Husband) de Noel Nosseck : Susan Miller
- 2000 : La voix du succès (Out of Sync) de Graeme Campbell : Maggie Stanley
- 2001 : Hostage Negotiator de Keoni Waxman : Theresa Foley
- 2002 : Nouveau départ (Hope Ranch) de Rex Piano : June Andersen
- 2003 : Un homme pour la vie (Lucky 7) de Harry Winer : Rachel Myer
- 2003 : Face à son destin (Sex & the Single Mom) de Don McBrearty : Jess Gradwell
- 2005 : La Vie d'une mère (More Sex & the Single Mom) de Don McBrearty : Jess Gradwell
- 2005 : Mayday (en) de T.J. Scott : Anne Metz
- 2007 : L'Empreinte du passé (While the Children Sleep) de Russell Mulcahy : Meghan Eastman
- 2007 : Un mariage pour Noël (All I Want for Christmas) de Harvey Frost : Sarah Armstrong
- 2009 : Empire State de Jeremy Podeswa : Laurel Cochrane
- 2009 : D'une vie à l'autre (Living Out Loud) : Emily Marshall
- 2010 : Pas à pas vers son destin (After the Fall) : Dr Susan Miles
- 2013 : Le Ranch de la vengeance (Shadow on the Mesa) : Mona Eastman
- 2013 : La Femme du révérend (Sins of the Preacher) : Susan Parker
- 2013 : La Croisière Mystère (The Mystery Cruise) : Alvirah Meehan
- 2015 : Deux mères pour la Mariée / Les mères de la Mariée (Mothers of the Bride) : Debra Wolf
- 2015 : Pauvre Petite Fille riche (The Right Girl) : Martha Howard
- 2017 : Un Amour de patineuse : Mia Lee
- 2019 : Le danger vient de la famille (Deviant love) : Marlene
- 2019 : Vengeance sur le Campus ( Angie Patterson)

### Séries télévisées
- 1986-1990 : Matlock : Julia McCullough (2 épisodes)
- 1987 : La Malédiction du loup-garou (Werewolf) : Une victime dans VW
- 1988 : Dans la chaleur de la nuit (In the Heat of the Night) : Pauline Slade
- 1988 : China Beach : Georgia Lee (2 épisodes)
- 1989 : Superboy : Victoria Letour
- 1990 : Cheers : Laura Walton
- 1990 : Anything But Love :
- 1990 : Duo d'enfer (Hardball) :
- 1992 : Arabesque (Murder She Wrote) : Robin Dishman
- 1993 : Time Trax (en) : Kristen
- 1993 : Femmes d'affaires et dames de cœur (Designing Women) : Kiki Kearney (2 épisodes)
- 1993 : Les Dessous de Palm Beach (Silk Stalkings) : Betty Whitburn-Marks
- 1993-1999 : New York Police Blues (NYPD Blue) : Donna Abandando (58 épisodes)
- 1994 : L'Homme à la Rolls (Burke's Law) : Patricia Stone
- 1996 : Promised Land (en) : Pam Riley
- 2001 : Ally McBeal : Helena Fisher
- 2002-2005 : Mes plus belles années (Wonder Years) : Helen Pryor (61 épisodes)
- 2002-2007 : Monk : Miranda St. Claire / Lovely Rita (saison 1, épisode 1 ; saison 6, épisode 5)
- 2005 : Hot Properties : Ava Summerlin (13 épisodes)
- 2006 : Mon oncle Charlie (Two and a Half Men) : Mandi (2 épisodes)
- 2007 : Hidden Palms : Enfer au paradis : Karen Hardy (8 épisodes)
- 2007 : Les Experts (CSI: Crime Scene Investigation) : Mme Towne
- 2007 : Las Vegas : Erin Hudson
- 2007 : Boston Justice (Boston Legal) : Juge Gloria Weldon (7 épisodes)
- 2007 : Cane : Sénatrice Finch
- 2008 : Mentalist : Juniper Tolliver
- 2008 : Les Experts : Miami (CSI: Miami) : Dr Rachel Marsh
- 2008 : Desperate Housewives : Anne Schilling (4 épisodes)
- 2009 : New York, unité spéciale (Law and Order: Special Victims Unit) : Ruth Walker
- 2009 : Ghost Whisperer : Karen Westen
- 2009 : True Jackson (True Jackson, VP) : Sophie Girard
- 2009 : Les Experts : Manhattan (CSI: Manhattan) : Millie Taylor (saison 6, épisode 2)
- 2010 : The Deep End : Susan Oppenheim (pilote original, remplacée)
- 2010 : Forgotten (The Forgotten) : Kerry Denver (saison 1, épisode 12)
- 2010 : Drop Dead Diva : Heather Thomas (saison 2, épisode 12)
- 2010 - 2011 : Hellcats : Wanda Perkins
- 2011 : Memphis Beat : Chloé Archer (saison 2, épisode 9)
- 2011 : La Diva du divan (Necessary Roughness) : Anne Marie (saison 1, épisode 11)
- 2011 : Hawaii 5-0 (Hawaii Five-0) : Sharon Archer (saison 2, épisode 12)
- 2013 : Castle : Margo Gower (saison 5, épisode 14)
- 2013 : Leçons sur le mariage (Rules of Engagement) : Joan (saison 7, épisode 4)
- 2013 : Major Crimes : Anne Brand (saison 2, épisode 6)
- 2013 : The Crazy Ones : Hannah Sharples (saison 1, épisode 1)
- 2014 - 2015 : Revenge : Stevie Grayson (saisons 3 et 4)
- 2015 : Code Black : Margaret O'Brien
- 2018 : Esprits criminels : Krystall Richards (saison 13, épisode 18)

### Comme productrice
- 2004 : Tricks

## Voix francophones
En version française, Martine Irzenski est la voix régulière de Gail O'Grady. En parallèle, Micky Sébastian et Emmanuèle Bondeville l'ont doublée à six et quatre occasions.